# Casa Malé (Tarragona)
La Casa Malé és una obra racionalista de Tarragona protegida com a Bé Cultural d'Interès Local.

## Descripció
Edifici de planta rectangular, planta baixa -on es troba una botiga que li dona el nom-, i quatre pisos més. És notable la composició de volums de la façana de línies horitzontals i verticals, quelcom típic de l'estil racionalista. El coronament de l'edifici adopta l'alçada màxima a la cantonada i descendeix als laterals. Destaca tant l'equilibri de voladissos dels seus balcons com l'asimetria de la resta de la façana. Els balcons de la cantonada estan suportats sobre un ràfec i es veuen interromputs per un plegament d'aquest mateix ràfec.

## Història
Josep Maria Monravà, representant més significatiu del primer racionalisme tarragoní, fou l'encarregat de dur a terme el projecte d'aquest edifici. Fou un encàrrec pel qual s'havien de reformar dues cases d'una cantonada de la Rambla Vella per tal de situar-hi les noves dependències d'un comerciant tèxtil.